# ۲۵۶ (عدد)
۲۵۶ یک عدد طبیعی است که بعد از ۲۵۵ و قبل از ۲۵۷ قرار دارد.